# Korolenkowo
Korolenkowo (russisch Короленково, deutsch Oschkin, 1938–1945 Oschern) ist ein Ort ganz im Osten des Rajon Prawdinsk innerhalb der russischen Oblast Kaliningrad und gehört zur kommunalen Selbstverwaltungseinheit Stadtkreis Prawdinsk. Der Ort befindet sich (heute) allerdings nicht an der ehemaligen Ortsstelle Oschkin/Oschern, sondern etwa ein Kilometer weiter südlich in einer Gemarkung, die vor 1945 als zu Abelischken/Ilmenhorst gehörend bezeichnet wurde, während der ehemalige Ort Oschkin/Oschern verlassen ist.

## Geographie
Korolenkowo liegt 27 Kilometer nordöstlich der früheren Kreisstadt Gerdauen (russisch: Schelesnodoroschny) und 48 Kilometer östlich der jetzigen Rajonshauptstadt Prawdinsk (Friedland (Ostpr.)). Durch den Ort verlaufen die russischen Fernstraßen A 197 und R 508, die hier auf sechs Kilometer eine gemeinsame Trasse (ehemalige deutsche Reichsstraße 139) benutzen.
Ein Bahnanschluss besteht nicht. Bis 1945 war das zwei Kilometer entfernte Wolfshöhe (seit 1947: Opuschki) Bahnstation an der Bahnstrecke von Insterburg (Tschernjachowsk) nach Nordenburg (Krylowo), die von den Insterburger Kleinbahnen betrieben wurde.

## Geschichte
Bis 1945 gehörte das frühere Oschkin bzw. Oschern mit den Dörfern Blendowen (1938–1945 Blendau, russisch: Barejewka), Gendrinn (1938–1945 Gendern, russisch: Wschody), Lonschken (Dnjeprowskoje) und Trotczin (1938–1945 Trotzenau, russisch: Ostrowki) als Ortsteil zur Gemeinde Abelischken (1938–1945 Ilmenhorst, seit 1947: Belkino) und war geschichtlich mit der Muttergemeinde aufs Engste verbunden. Abelischken war zugleich Verwaltungssitz und namensgebender Ort eines Amtsbezirkes, der im Landkreis Gerdauen im Regierungsbezirk Königsberg der preußischen Provinz Ostpreußen lag.
Am 3. Juni 1938 – mit amtlicher Bestätigung vom 16. Juli 1938 – wurde Oschkin in „Oschern“ umbenannt.
Im Jahre 1945 kam der Ort mit dem nördlichen Ostpreußen zur Sowjetunion und wurde 1950 nach dem Schriftsteller Wladimir Galaktionowitsch Korolenko in Korolenkowo umbenannt. Gleichzeitig wurde der Ort in den Dorfsowjet Podlipowski selski Sowet eingegliedert, dem späteren Krylowski selski Sowet (okrug). Von 2004 bis 2015 gehörte Korolenkowo zur Landgemeinde Mosyrskoje selskoje posselenije und seither zum Stadtkreis Prawdinsk.

## Kirche
Die meistenteils evangelischen Einwohner Oschkins bzw. Oscherns waren bis 1945 in das Kirchspiel Nordenburg (russisch: Krylowo) eingepfarrt. Es lag im Kirchenkreis Gerdauen (Schelesnodoroschny) innerhalb der Kirchenprovinz Ostpreußen der Kirche der Altpreußischen Union. Letzte deutsche Geistliche waren die Pfarrer Alfred Kaminsky und Paul Terpitz.
Heute liegt Korolenkowo im Bereich der Kirchenregion Tschernjachowsk (Insterburg) innerhalb der Propstei Kaliningrad der Evangelisch-Lutherischen Kirche Europäisches Russland (ELKER).